# Letní olympijské hry mládeže 2026
Letní olympijské hry mládeže 2026, oficiálně IV. letní olympijské hry mládeže (francouzsky Les IVe Jeux olympiques de la jeunesse d'hiver), se budou konat v senegalském Dakaru v roce 2026.
Se hrami bude, jako při minulých Letních olympijských hrách mládeže, spojena nauka o kultuře a účastníci se budou vzdělávat ve výukových centrech.
Na 127. zasedání MOV (v roce 2014) bylo rozhodnuto přesunout organizaci olympijských her mládeže na ne-olympijský rok, počínaje 4. letními olympijskými hrami mládeže, které by se konaly v roce 2023. V roce 2018 ale MOV vrátil pořádání zpátky na rok 2022, které bylo potvrzeno na 132. zasedání MOV. V souvislosti s pandemií covidu-19 a zejména odložením tokijských letních olympijských her z roku 2020 na rok 2021 bylo ale v roce 2020 rozhodnuto o posunutí termínu z roku 2022 na rok 2026.

## Volba pořadatele
O kandidaturu na pořadatelství dříve projevilo zájem několik měst, a to Budapešť, Hongkong, Kazaň, Mnichov, Monterrey a Rotterdam. Na 132. zasedání Mezinárodního olympijského výboru bylo oznámeno, že kandidatury předložené africkými státy by měly mít přednost, aby přivedly první olympiádu na tento kontinent. O kandidaturu na pořadatelství her zažádalo čtyři města, která do 27. dubna 2018 poslala svou kandidaturu. 18. července 2018 oznámil Mezinárodní olympijský výbor čtyři oficiální kandidátská města.
- Abuja
- Dakar
- Gaborone
- Tunis

7. září 2018 navrhl výkonný výbor MOV výběr Dakaru jako jediného kandidáta, který bude hostit letní olympijské hry mládeže v roce 2022. Na 133. zasedání MOV v Buenos Aires během Letních olympijských her mládeže 2018 bylo zvoleno za hostitelské město.
| Město | Stát    | První kolo  |
| ----- | ------- | ----------- |
| Dakar | Senegal | Jednohlasně |

## Soutěže
Na Hrách proběhnou soutěže ve 35 sportovních odvětvích. MOV schválil 6. prosince 2016 k 28 sportům také další tři: karate, sportovní lezení (kombinace tří disciplín) a taneční sport.

### Sportovní odvětví
| - Atletika - Badminton - Basebal - Basketbal - Box - Breakdance - Cyklistika - Futsal - Golf | - Gymnastika - Plážová házená - Jachting - Jezdectví - Judo - Kanoistika - Karate - Lukostřelba - Moderní pětiboj | - Pozemní hokej - Plavání - Plážový volejbal - Ragby - Skoky do vody - Sportovní lezení - Skateboarding - Stolní tenis - Střelba | - Surfing - Šerm - Taekwondo - Tenis - Triatlon - Veslování - Vzpírání - Wushu - Zápas |